# Walter Poppe (generale)
Walter Poppe (Kassel, 8 agosto 1892 – Herford, 17 agosto 1968) è stato un generale tedesco della Wehrmacht durante la seconda guerra mondiale.

## Biografia
Poppe entrò nell'esercito imperiale tedesco il 20 gennaio 1914 e combatté nella prima guerra mondiale, raggiungendo infine il grado di tenente.
Il 12 gennaio 1942, succedette a Wilhelm Wetzel come comandante della 255. Infanterie-Division sul fronte orientale ella Francia sino alla dissoluzione del corpo nell'ottobre del 1943, data nella quale succedette a Otto Lasch al comando della 217. Infanterie-Division sempre sul fronte est sino allo smantellamento anche di questa un mese più tardi, il 15 novembre.
Prese parte all'operazione Market Garden al comando della 59. Infanterie-Division, portando le sue truppe sino a Breskens ed a Flessinga.
Sul finire del conflitto, ebbe il comando della 467. Infanterie-Division.
Dopo la guerra, si ritirò a vita privata ma venne interpellato come "consigliere militare" per il film Quell'ultimo ponte che venne poi girato nel 1974, ma morì nel 1968.